# Запис храст код цркве (Стубица)
Запис храст код цркве (Стубица) се налази на парцели чији је власник Јавно предузеће "Србијашуме".

## Локација
| Општина             | Параћин                                                          |
| Катастарска општина | Стубица                                                          |
| Потес               | Село                                                             |
| Координате          | 43° 56′ 30″ С; 21° 30′ 16″ И / 43.941800000000001° С; 21.5045° И |
| Надморска висина    | 378m                                                             |

## Карактеристике
Дендрометријске вредности утврђене на терену и сателитским снимцима:
| Стабло                     | Храст |
| Висина стабла              | m     |
| Обим дебла                 | m     |
| Пречник крошње             | 5m    |
| Пречник дебла              | m     |
| Висина дебла до прве гране | m     |

## База записа
Запис је у оквиру Викимедија пројекта "Запис - Свето дрво" заведен под редним бројем 0578.